# Ju-on: Rancore
Ju-on: Rancore (呪怨?, Juon) è un film del 2002 diretto da Takashi Shimizu.
Si tratta di un film di genere J-Horror, terzo capitolo della saga cominciata con Ju-on; è stato il primo ad essere distribuito nelle sale cinematografiche il 25 gennaio 2003. È anche conosciuto con il titolo internazionale Ju-on: The Grudge.
In Italia è stato trasmesso su alcuni canali satellitari. La Dolmen Home Video lo distribuì in VHS e DVD ad ottobre 2003 con il titolo The Grudge: Ju-on - Rancore.

## Trama
Il film comincia con delle scritte sullo schermo in cui viene detto che quando qualcuno muore in modo violento o rabbioso, le emozioni di quel momento possono restare a lungo nel luogo dell'omicidio, creando una maledizione, che si propaga su chiunque si avvicini a quel luogo. Contemporaneamente vengono mostrate sullo sfondo e in modo poco chiaro, immagini di un omicidio.
Come nei precedenti capitoli della saga, anche questo film si divide in "scene", non necessariamente in ordine cronologico, intitolate al protagonista della scena. Sono qui riportate in ordine cronologico.

## Personaggi

### Katsuya
Kazumi, moglie di Katsuya e nuora di Sachie, si lamenta col marito del fatto di non riuscire a dormire per dei rumori notturni, che lei attribuisce all'anziana suocera. Prima che il marito vada al lavoro, Kazumi gli ricorda che quella stessa sera attendono Hitomi, sua sorella, per cena. Rimasta sola a casa Kazumi sente dei rumori al piano di sopra. Si trova ben presto ad avere a che fare con un gatto nero e un bambino dalla carnagione bianchissima. Rientrato a casa, Katsuya trova la moglie Kazumi sdraiata sul letto, incapace di muoversi e parlare. Prima di essere in grado di chiamare una ambulanza, l'uomo avverte un'altra presenza nella stanza e vede un bambino che gira per la stanza. Hitomi arriva a casa di Katsuya per cena, solo per trovare il fratello seduto sulle scale e in stato confusionale. Quando la donna chiede a Katsuya cosa sia accaduto, lui dice che Kazumi lo ha tradito per un altro uomo da cui ha avuto quel bambino e poi la fa andare via senza spiegazioni.

### Hitomi
Ancora confusa per quanto accaduto, Hitomi si sta recando nel proprio appartamento, ma prima si ferma nei bagni di un ufficio. Qui viene avvicinata da una inquietante figura femminile. Sconvolta, Hitomi chiede aiuto all'addetto alla sicurezza, che si reca sul posto a controllare. Hitomi guarda dai monitor della sorveglianza, l'uomo davanti ai bagni, mentre viene letteralmente consumato dalla stessa figura vista da lei. Terrorizzata, la giovane fugge nel proprio appartamento, e da lì a poco suona il campanello. Hitomi controlla dallo spioncino, e riconosce la figura del fratello, ma una volta aperta la porta non vede nessuno. La ragazza si rifugia nel proprio letto, ma da sotto le coperte la figura spettrale di una donna la risucchia.

### Rika
Rika è una volontaria dell'assistenza sociale, affidata alla cura dell'anziana signora Tokunaga Sachie. Rika trova la donna in stato catatonico e in una casa completamente nel caos. Dopo aver sentito dei rumori al piano di sopra, la ragazza trova chiusi in un armadio, un ragazzino, che dice di chiamarsi Toshio, e un gatto nero. Attirata nuovamente giù da altri rumori, Rika si ritrova davanti la signora Sachie sovrastata da una enorme figura oscura che scende dal tetto che fa svenire anche lei.

### Toyama
Hirohashi, capo di Rika, non vedendo rientrare la sua dipendente, si è recato sul posto, per trovare la ragazza in stato di shock, e la signora Sachie morta. I due detective a cui vengono affidate le indagini, rinvengono i cadaveri di Katsuya e Kazumi nella soffitta, mentre non riescono a rintracciare Hitomi, la sorella di Katsuya. Anche Hirohashi viene trovato morto poco tempo dopo. I due detective si rendono conto che chiunque ha a che fare con quella casa muore, o svanisce misteriosamente, e decidono di chiedere la consulenza di Toyama. Toyama infatti aveva seguito le indagini su Takeo Saeki, che aveva ucciso la moglie Kayako e il figlio Toshio, proprio all'interno di quella casa. Toyama, vedendo le ultime immagini in cui compare Hitomi, decide che l'unica soluzione sia quella di dare fuoco alla casa, e con questa intenzione vi si reca con una tanica di benzina. Qui ha una visione sul futuro di sua figlia, Izumi, che attualmente è una bambina, in cui si sente la voce della leader Saori, comparsa nel precedente film. Subito dopo viene attaccato dal fantasma di Kayako, ma riesce a fuggire dalla casa. Non hanno migliore sorte i due detective che avevano seguito Toyama a sua insaputa.

### Kayako
Rika si è più o meno ripresa dal trauma avuto nella casa di Kayako, benché sia spesso vittima di inquietanti visioni di cui è protagonista il fantasma di Toshio. Tuttavia, scopre che la sua amica Mariko si è recata nella casa maledetta per visitare Toshio, come fece Kobayashi, e per tentare di salvarla si reca sul posto. Rika fa appena in tempo a vedere Mariko risucchiata su per la botola che collega l'armadio alla soffitta. Nel tentativo di seguire l'amica, Rika viene attaccata da Kayako. Rika riesce a fuggire, ma guardandosi in uno specchio vede il suo riflesso con le fattezze di Kayako. A questo punto, si rende conto che lei stessa è stata posseduta dal fantasma della donna, e di lì a poco le compare il fantasma di Takeo, che la uccide nello stesso modo in cui uccise la moglie.

### Izumi
La scena si sposta a diversi anni dopo, e Izumi, la figlia di Toyama è una adolescente, mentre suo padre è stato trovato morto. Anche Izumi è entrata nella casa maledetta, ma a differenza delle sue due amiche morte all'interno, lei è riuscita a fuggire, anche se qualche tempo dopo condurrà una vita da isolata, nel terrore di essere presa dalle sue amiche morte. Tuttavia, a sorprendere Izumi saranno i fantasmi delle sue amiche, che la trascineranno a Kayako. Poco prima della morte di Izumi, una scena mostra la televisione accesa sul telegiornale, in cui si sta parlando del ritrovamento del cadavere di Rika.
È da notare che questo capitolo del film, così come il precedente, sono ambientati diversi anni dopo rispetto al resto del film.